# Volkmar Neubert

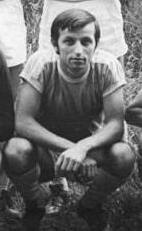
Volkmar Neubert (1971)

Volkmar Neubert (* 18. Januar 1950 in Forchheim) ist ein ehemaliger deutscher Fußballspieler. Von 1968 bis 1973 spielte er für den FC Karl-Marx-Stadt in der DDR-Oberliga, der höchsten Spielklasse im DDR-Fußball. Neubert ist mehrfacher DDR-Junioren- und Nachwuchsnationalspieler.

## Sportliche Laufbahn
Im Alter von 17 Jahren wurde Volkmar Neubert, der bei der SG Lippersdorf organisiert mit dem Fußballsport begann, von der Betriebssportgemeinschaft (BSG) Fortschritt Eppendorf zum FC Karl-Marx-Stadt (FCK) delegiert. Ebenfalls 1967 wurde er in den Kader der DDR-Juniorennationalmannschaft berufen, mit der er bis 1968 zwölf Länderspiele bestritt. Er wurde stets als Linksaußenstürmer eingesetzt und konnte zwei Tore erzielen. Beim UEFA-Juniorenturnier 1968, der inoffiziellen Europameisterschaft dieser Altersklasse, schied die DDR-U-18 im April 1968 mit dem Karl-Marx-Städter bereits in der Vorrunde aus.
Noch im Juniorenalter wurde Neubert in der Saison 1967/68 erstmals in der Oberligamannschaft eingesetzt, als er die letzten beiden Punktspiele bestritt. In der folgenden Spielzeit 1968/69 machte er sich Hoffnungen, einen Stammplatz in der Oberligamannschaft erobern zu können. In der Hinrunde fehlte er nur bei zwei Punktspielen, verletzte sich aber am letzten Spieltag vor der Winterpause und kam danach nur noch dreimal als Einwechselspieler zum Zuge. Erst vom neunten Spiel der Oberligasaison 1969/70 an kam er wieder regelmäßig zum Einsatz und absolvierte bis zum Saisonende insgesamt 18 Punktspiele. Obwohl der FCK nach Abstieg 1970/71 in der zweitklassigen DDR-Liga spielen musste, wurde Neubert schon zu Saisonbeginn in das Aufgebot der DDR-Nachwuchsnationalmannschaft aufgenommen, mit der er bis 1971 drei Länderspiele bestritt. In der DDR-Liga gehörte er mit 27 Punktspieleinsätzen und sieben Toren zu den Garanten des sofortigen Wiederaufstiegs. Auch in seiner vierten Oberligaspielzeit 1971/72 gehörte Neubert zum Spielerstamm. Er versäumte als Stürmer nur eins der 26 Punktspiele und schoss drei Tore. 1972/73 verletzte er sich nach zehn ununterbrochenen Oberligaeinsätzen erneut und musste neun Spieltage lang pausieren. Das endgültige Aus seiner Oberligakarriere kam am 7. Oberligaspieltag der Saison 1973/74, als ihn erneut eine Verletzung zur Aufgabe zwang. Danach musste er seine Laufbahn nach 129 Pflichtspielen für den FCK, darunter 82 Oberligaspiele mit fünf Toren, als Fußballspieler zu beenden.
Als Trainer unterklassiger Mannschaften blieb Neubert dem Fußball erhalten. So trainierte er u. a. seine Eppendorfer Heimatgemeinschaft. Mit dem sächsischen Landesligisten SpVgg Zschopau, bei dem 15 Jahre Trainer war, gewann er 1991 den Sachsenpokal und bescherte damit der Mannschaft die Teilnahme an der 1. Hauptrunde des DFB-Pokals (2:3 n. V. gegen den Rot-Weiß Hasborn-Dautweiler).